# TAZARA

La rete ferroviaria tanzaniana

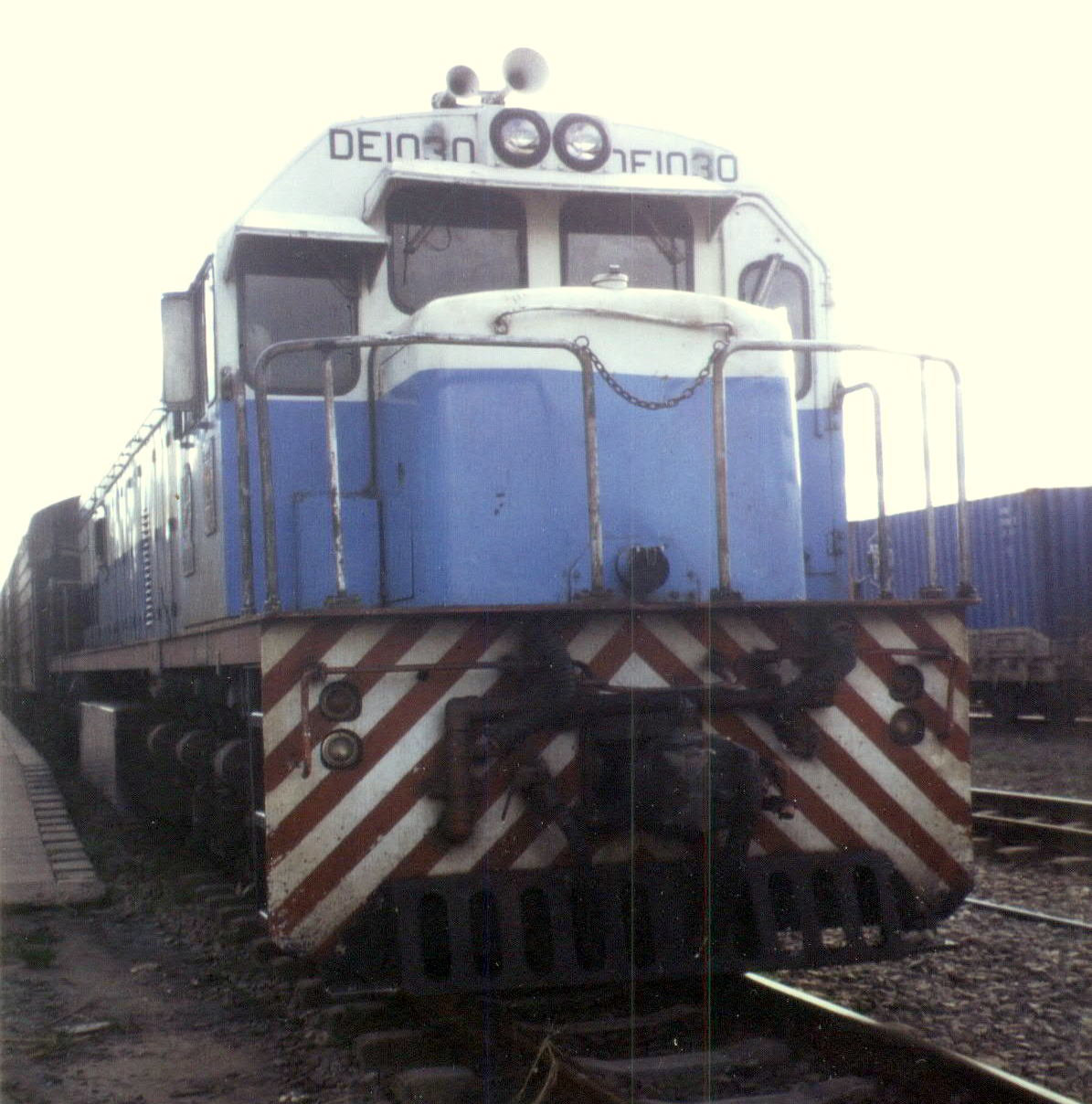
Locomotore General Electric U30C della TAZARA, fotografato alla stazione di Mlimba nel 1999

La TAZARA (acronimo di Tanzania-Zambia Railway) è una linea ferroviaria a scartamento di 1067 mm che congiunge Dar es Salaam, in Tanzania, a Kapiri Mposhi, nello Zambia.

## Storia
Lunga 1.860 chilometri, è nota anche col nome in forma più estesa Tan-Zam (o Tanzam) Railway, e anche come Great Uhuru Railway ("grande ferrovia della libertà"). La ferrovia fu costruita nei primi anni settanta, con il supporto tecnico ed economico della Cina. In passato è stata la principale via per l'esportazione via mare del rame estratto nello Zambia; con la caduta del regime dell'apartheid in Sudafrica, molto di questo traffico è stato dirottato verso i porti meridionali del continente.